# Rái cá cạn
Rái cá cạn hay còn gọi là Mác mốt Tarbagan hay Mác mốt Mông Cổ (Danh pháp khoa học: Marmota sibirica) là một loài gặm nhấm trong họ Sciuridae hay sóc đất, chúng được tìm thấy ở vùng Nội Mông và sông Hắc Long Giang của Trung Quốc, miền Bắc và miền Tây Mông Cổ, và nước Nga (Tây Nam Siberia, Tuva, Transbaikalia). Hiện nay, chúng được xếp vào tình trạng nguy hiểm bởi IUCN năm 2008
Loài này được Radde mô tả năm 1862 và có hai phân loài được ghi nhận là M. s. sibirica và M. s. caliginosus. Ở vùng Altai của Mông Cổ, nó có phạm vi phân bố chồng chéo với loài Mắc mốt xám (Marmota baibacina). Rái cá cạn phân bố nhiều ở vùng Bayankhongor, các cư dân của Bayankhongor được tuyên truyền rằng tỉnh mình có số lượng marmot (rái cá cạn) nhiều nhất trong cả nước. 

## Ở Mông Cổ
Rái cá cạn được người Mông Cổ ngày xưa cho rằng là một trong những đại họa của thảo nguyên, bốn đại họa gồm chuột, thỏ, rái cá cạn và dê vàng (linh dương Mông Cổ) vì chúng tận diệt đồng cỏ. Mỗi khi mùa đông đến, do nguồn thức ăn cạn kiệt nên con rái cá cạn chuyên ăn phần có màu xanh của cây, giấu mình trong các hốc cây, dưới đất, hang động để ngủ đông. Những hang hốc chúng đào ra trên thảo nguyên là nơi trú ẩn của đám mòng muỗi trong mùa đông và khi mùa hè ấm áp, các loài ruồi mỗi sẽ sinh sôi và túa ra từ những cái hang này và đốt chích hút máu các động vật trên thảo nguyên.
Sói bắt chuột, bắt thỏ, bắt rái cá cạn, đuổi dê vàng, do vậy sói Mông Cổ được xem là do trời sai xuống để bảo vệ đồng cỏ, sói không còn thì thảo nguyên cũng không còn. Ngoài ra, ở Trung Quốc trước đây từng xuất hiện loại dịch hạch trên diện rộng do loài rái cá cạn có nhiều ở các vùng Thanh Hải, Cam Túc, Tây Tạng và là nguồn truyền bệnh dịch cho các vùng này do loại rệp ký sinh từ chúng hay do ăn thịt chúng. Rái cá cạn là nguồn phát tán bệnh dịch chính và ở miền thảo nguyên mênh mông của tỉnh Thanh Hải, rái cá cạn có ở khắp nơi. 

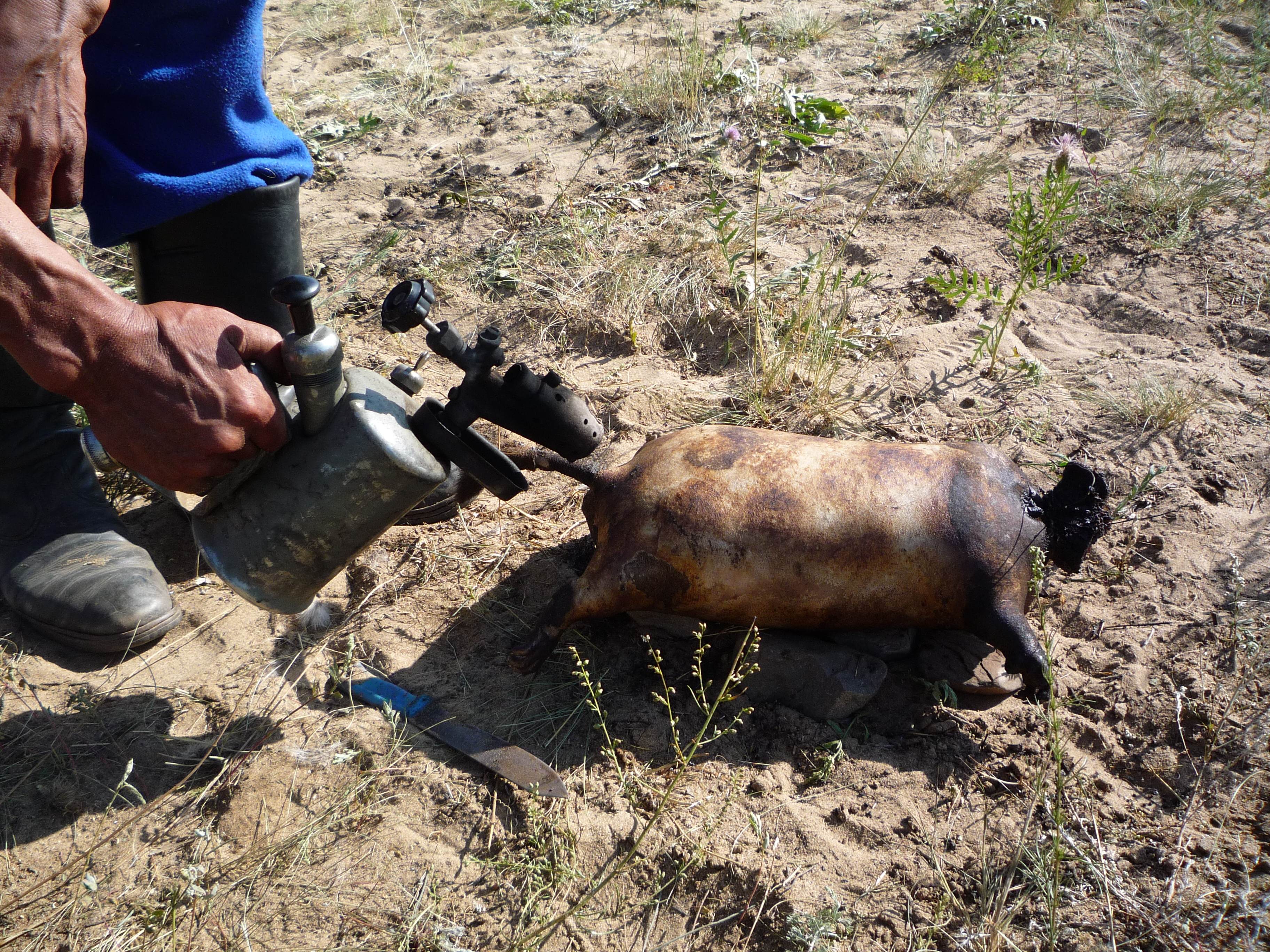
Món Boodog được làm từ nguyên liệu là loài rái cá cạn (Mắc mốt Mông Cổ)

Rái cá cạn là nguyên liệu cho món ăn Boodog nổi tiếng ở Mông Cổ, dù có tên boodog nhưng món ăn không liên quan tới chó ("dog") mà được làm từ dê hoặc rái cá cạn là một loài gặm nhấm sống trên thảo nguyên Mông Cổ. Khi người ta bắt được rái cá cạn thì sẽ nhét đầy những viên đá nướng bên trong để nhằm làm chín thịt sau khi ruột và xương đã được lấy sạch qua đường cổ họng và làm thịt chín từ trong ra ngoài. Sau này do những con rái cá cạn khan hiếm nên người Mông Cổ thay thế nguyên liệu bằng những con dê hoặc gia súc nhỏ.